# Saison 2023-2024 des Pelicans de La Nouvelle-Orléans
La saison 2023-2024 des Pelicans de La Nouvelle-Orléans est la 21e saison de la franchise en National Basketball Association (NBA).
Le 19 avril, les Pelicans se qualifient pour les playoffs après leur victoire lors du Play-in face aux Kings de Sacramento (105-98).
Le 29 avril, ils sont éliminés par le Thunder d'Oklahoma City au premier tour des playoffs (0-4).

## Draft
| Tour | Choix | Joueur         | Poste | Nationalité | Provenance             |
| ---- | ----- | -------------- | ----- | ----------- | ---------------------- |
| 1    | 14    | Jordan Hawkins | SG    | États-Unis  | Huskies du Connecticut |

## Matchs

### Summer League
| Summer League Total: 3-2 |

| Match | Date match | Équipe       | Score     | Meilleur marqueur   | Meilleur rebondeur | Meilleur passeur   | Lieux Spectateurs      | Série |
| ----- | ---------- | ------------ | --------- | ------------------- | ------------------ | ------------------ | ---------------------- | ----- |
| 1     | 7 juillet  | Minnesota    | D 88-102  | Dyson Daniels (18)  | Dereon Seabron (8) | Jordan Hawkins (5) | Cox Pavilion 0         | 0 - 1 |
| 2     | 9 juillet  | Golden State | V 94-86   | Dereon Seabron (25) | Dyson Daniels (15) | Dyson Daniels (8)  | Thomas & Mack Center 0 | 1 - 1 |
| 3     | 11 juillet | Phoenix      | V 82-73   | Tevian Jones (16)   | Dereon Seabron (7) | Dyson Daniels (8)  | Thomas & Mack Center 0 | 2 - 1 |
| 4     | 13 juillet | Charlotte    | V 89-83   | Dereon Seabron (20) | Jordan Hawkins (8) | Dyson Daniels (5)  | Cox Pavilion 0         | 3 - 1 |
| 5     | 16 juillet | Philadelphie | D 114-117 | E. J. Liddell (23)  | Dyson Daniels (11) | Dyson Daniels (8)  | Cox Pavilion 0         | 3 - 2 |

### Pré-saison
| Pré-saison Total: 1-3 (Domicile : 0-2; Extérieur : 1-1) |

| Match | Date match | Équipe    | Score     | Meilleur marqueur   | Meilleur rebondeur     | Meilleur passeur        | Lieux Spectateurs           | Série |
| ----- | ---------- | --------- | --------- | ------------------- | ---------------------- | ----------------------- | --------------------------- | ----- |
| 1     | 10 octobre | Orlando   | D 105-122 | Brandon Ingram (14) | Jonas Valančiūnas (11) | Zion Williamson (5)     | Smoothie King Center 16 058 | 0 - 1 |
| 2     | 12 octobre | Houston   | D 87-120  | C. J. McCollum (17) | Daniels, Ingram (5)    | Trois joueurs (3)       | Legacy Arena 11 589         | 0 - 2 |
| 3     | 14 octobre | @ Atlanta | D 105-110 | Jordan Hawkins (17) | Trey Jemison (9)       | Daniels, Williamson (5) | Gateway Center 3 051        | 0 - 3 |
| 4     | 17 octobre | @ Orlando | V 104-92  | Brandon Ingram (18) | Trey Jemison (9)       | Brandon Ingram (6)      | Amway Center 17 622         | 1 - 3 |

### Saison régulière
| Saison régulière Total: 49-33 (Domicile : 21-20; Extérieur : 28-13) |

| Match | Date       | Équipe       | Score     | Meilleur marqueur         | Meilleur rebondeur        | Meilleur passeur     | Lieux Spectateurs           | Série |
| ----- | ---------- | ------------ | --------- | ------------------------- | ------------------------- | -------------------- | --------------------------- | ----- |
| 1     | 25 octobre | @ Memphis    | V 111-104 | C. J. McCollum (24)       | Jonas Valančiūnas (12)    | Ingram, McCollum (6) | FedExForum 17 798           | 1 - 0 |
| 2     | 28 octobre | New York     | V 96-87   | Brandon Ingram (26)       | Brandon Ingram (7)        | C. J. McCollum (7)   | Smoothie King Center 16 331 | 2 - 0 |
| 3     | 30 octobre | Golden State | D 102-130 | McCollum, Williamson (19) | McCollum, Valančiūnas (6) | C. J. McCollum (5)   | Smoothie King Center 17 286 | 2 - 1 |

| Match                                                                      | Date match   | Équipe           | Score     | Meilleur marqueur    | Meilleur rebondeur         | Meilleur passeur      | Lieux Spectateurs           | Série  |
| -------------------------------------------------------------------------- | ------------ | ---------------- | --------- | -------------------- | -------------------------- | --------------------- | --------------------------- | ------ |
| 4                                                                          | 1er novembre | @ Oklahoma City  | V 110-106 | C. J. McCollum (29)  | C. J. McCollum (11)        | Zion Williamson (8)   | Paycom Center 15 764        | 3 - 1  |
| 5                                                                          | 2 novembre   | Détroit          | V 125-116 | C. J. McCollum (33)  | Jonas Valančiūnas (13)     | Dyson Daniels (6)     | Smoothie King Center 15 884 | 4 - 1  |
| 6                                                                          | 4 novembre   | Atlanta          | D 105-123 | Zion Williamson (25) | Ingram, Valančiūnas (7)    | C. J. McCollum (6)    | Smoothie King Center 17 237 | 4 - 2  |
| 7                                                                          | 6 novembre   | @ Denver         | D 116-134 | Jordan Hawkins (31)  | Jonas Valančiūnas (11)     | Zion Williamson (9)   | Ball Arena 19 544           | 4 - 3  |
| 8                                                                          | 8 novembre   | @ Minnesota      | D 101-122 | Brandon Ingram (24)  | Jeremiah Robinson-Earl (9) | Brandon Ingram (6)    | Target Center 18 024        | 4 - 4  |
| 9                                                                          | 10 novembre  | @ Houston*       | D 101-104 | Brandon Ingram (31)  | Dyson Daniels (10)         | Brandon Ingram (5)    | Toyota Center 16 236        | 4 - 5  |
| 10                                                                         | 12 novembre  | Dallas           | D 124-136 | Brandon Ingram (20)  | Jonas Valančiūnas (10)     | Brandon Ingram (5)    | Smoothie King Center 16 302 | 4 - 6  |
| 11                                                                         | 14 novembre  | Dallas*          | V 131-110 | Brandon Ingram (25)  | Brandon Ingram (9)         | Brandon Ingram (7)    | Smoothie King Center 16 354 | 5 - 6  |
| 12                                                                         | 17 novembre  | Denver*          | V 115-110 | Zion Williamson (26) | Daniels, Valančiūnas (8)   | Brandon Ingram (8)    | Smoothie King Center 15 278 | 6 - 6  |
| 13                                                                         | 18 novembre  | Minnesota        | D 120-121 | Brandon Ingram (30)  | Jonas Valančiūnas (11)     | Herbert Jones (8)     | Smoothie King Center 15 536 | 6 - 7  |
| 14                                                                         | 20 novembre  | Sacramento       | V 129-93  | Brandon Ingram (31)  | Jonas Valančiūnas (13)     | Jonas Valančiūnas (7) | Smoothie King Center 16 004 | 7 - 7  |
| 15                                                                         | 22 novembre  | Sacramento       | V 117-112 | Zion Williamson (25) | Jonas Valančiūnas (11)     | Zion Williamson (6)   | Smoothie King Center 16 012 | 8 - 7  |
| 16                                                                         | 24 novembre  | @ L.A. Clippers* | V 116-106 | Zion Williamson (32) | Trois joueurs (8)          | Trois joueurs (5)     | Crypto.com Arena 19 370     | 9 - 7  |
| 17                                                                         | 25 novembre  | @ Utah           | D 100-105 | Brandon Ingram (26)  | Jonas Valančiūnas (7)      | Brandon Ingram (8)    | Delta Center 18 206         | 9 - 8  |
| 18                                                                         | 27 novembre  | @ Utah           | D 112-114 | Zion Williamson (26) | Jonas Valančiūnas (13)     | Zion Williamson (7)   | Delta Center 18 206         | 9 - 9  |
| 19                                                                         | 29 novembre  | Philadelphie     | V 124-114 | Zion Williamson (33) | Zion Williamson (8)        | Trois joueurs (6)     | Smoothie King Center 16 009 | 10 - 9 |
| *Matchs comptant pour la phase de groupe du NBA In-Season Tournament 2023. |              |                  |           |                      |                            |                       |                             |        |

| Match                                                                   | Date match   | Équipe         | Score          | Meilleur marqueur       | Meilleur rebondeur      | Meilleur passeur        | Lieux Spectateurs                 | Série   |
| ----------------------------------------------------------------------- | ------------ | -------------- | -------------- | ----------------------- | ----------------------- | ----------------------- | --------------------------------- | ------- |
| 20                                                                      | 1er décembre | San Antonio    | V 121-106      | Jonas Valančiūnas (24)  | Jonas Valančiūnas (12)  | C. J. McCollum (8)      | Smoothie King Center 17 028       | 11 - 9  |
| 21                                                                      | 2 décembre   | @ Chicago      | D 118-124      | Zion Williamson (27)    | Jonas Valančiūnas (10)  | Brandon Ingram (6)      | United Center 20 511              | 11 - 10 |
| 22                                                                      | 4 décembre   | @ Sacramento*  | V 127-117      | Brandon Ingram (30)     | Jonas Valančiūnas (11)  | C. J. McCollum (7)      | Golden 1 Center 18 048            | 12 - 10 |
| 23                                                                      | 7 décembre   | @ L.A. Lakers* | D 89-133       | Trey Murphy III (14)    | Dyson Daniels (8)       | Brandon Ingram (7)      | T-Mobile Arena 18 017             | 12 - 11 |
| 24                                                                      | 11 décembre  | Minnesota      | V 121-107      | Zion Williamson (36)    | Jonas Valančiūnas (13)  | Ingram, Jones (5)       | Smoothie King Center 16 487       | 13 - 11 |
| 25                                                                      | 13 décembre  | @ Washington   | V 142-122      | Brandon Ingram (40)     | Jonas Valančiūnas (18)  | C. J. McCollum (6)      | Capital One Arena 14 080          | 14 - 11 |
| 26                                                                      | 15 décembre  | @ Charlotte    | V 112-107      | Jonas Valančiūnas (29)  | Jonas Valančiūnas (13)  | Brandon Ingram (7)      | Spectrum Center 16 080            | 15 - 11 |
| 27                                                                      | 17 décembre  | @ San Antonio  | V 146-110      | C. J. McCollum (29)     | Jonas Valančiūnas (15)  | Naji Marshall (7)       | Frost Bank Center 18 354          | 16 - 11 |
| 28                                                                      | 19 décembre  | Memphis        | D 113-115      | Brandon Ingram (34)     | Jonas Valančiūnas (14)  | Ingram, McCollum (6)    | Smoothie King Center 18 355       | 16 - 12 |
| 29                                                                      | 21 décembre  | @ Cleveland    | V 123-104      | Trey Murphy III (28)    | Ingram, Valančiūnas (7) | Brandon Ingram (6)      | Rocket Mortgage FieldHouse 19 432 | 17 - 12 |
| 30                                                                      | 23 décembre  | Houston        | D 104-106      | Zion Williamson (28)    | Jonas Valančiūnas (11)  | Ingram, Valančiūnas (5) | Smoothie King Center 17 399       | 17 - 13 |
| 31                                                                      | 26 décembre  | Memphis        | D 115-116 (OT) | Brandon Ingram (24)     | Jonas Valančiūnas (13)  | Brandon Ingram (7)      | Smoothie King Center 18 538       | 17 - 14 |
| 32                                                                      | 28 décembre  | Utah           | V 112-105      | Brandon Ingram (26)     | Zion Williamson (10)    | Zion Williamson (8)     | Smoothie King Center 17 753       | 18 - 14 |
| 33                                                                      | 31 décembre  | L.A. Lakers    | V 129-109      | Ingram, Williamson (26) | Larry Nance Jr. (10)    | C. J. McCollum (9)      | Smoothie King Center 18 434       | 19 - 14 |
| *Matchs comptant pour la phase finale du NBA In-Season Tournament 2023. |              |                |                |                         |                         |                         |                                   |         |

| Match | Date match | Équipe         | Score     | Meilleur marqueur         | Meilleur rebondeur          | Meilleur passeur         | Lieux Spectateurs               | Série   |
| ----- | ---------- | -------------- | --------- | ------------------------- | --------------------------- | ------------------------ | ------------------------------- | ------- |
| 34    | 2 janvier  | Brooklyn       | V 112-85  | C. J. McCollum (16)       | Jonas Valančiūnas (12)      | Trois joueurs (5)        | Smoothie King Center 16 253     | 20 - 14 |
| 35    | 3 janvier  | @ Minnesota    | V 117-106 | Zion Williamson (27)      | Larry Nance Jr. (9)         | Brandon Ingram (7)       | Target Center 18 024            | 21 - 14 |
| 36    | 5 janvier  | L.A. Clippers  | D 95-111  | Hawkins, Valančiūnas (13) | Jonas Valančiūnas (11)      | Brandon Ingram (4)       | Smoothie King Center 18 329     | 21 - 15 |
| 37    | 7 janvier  | @ Sacramento   | V 133-100 | C. J. McCollum (30)       | Jonas Valančiūnas (12)      | Brandon Ingram (8)       | Golden 1 Center 17 832          | 22 - 15 |
| 38    | 10 janvier | @ Golden State | V 141-105 | Jonas Valančiūnas (21)    | Jonas Valančiūnas (9)       | C. J. McCollum (8)       | Chase Center 18 064             | 23 - 15 |
| 39    | 12 janvier | @ Denver       | D 113-125 | Zion Williamson (30)      | Valančiūnas, Williamson (6) | C. J. McCollum (7)       | Ball Arena 19 638               | 23 - 16 |
| 40    | 13 janvier | @ Dallas       | V 118-108 | Jordan Hawkins (34)       | Jonas Valančiūnas (12)      | Daniels, Valančiūnas (7) | American Airlines Center 20 155 | 24 - 16 |
| 41    | 15 janvier | @ Dallas       | D 120-125 | Zion Williamson (30)      | Larry Nance Jr. (8)         | Brandon Ingram (5)       | American Airlines Center 20 010 | 24 - 17 |
| 42    | 17 janvier | Charlotte      | V 132-112 | Brandon Ingram (28)       | Brandon Ingram (10)         | Brandon Ingram (10)      | Smoothie King Center 16 093     | 25 - 17 |
| 43    | 19 janvier | Phoenix        | D 109-123 | Zion Williamson (24)      | Jonas Valančiūnas (11)      | Brandon Ingram (11)      | Smoothie King Center 18 686     | 25 - 18 |
| 44    | 23 janvier | Utah           | V 153-124 | C. J. McCollum (33)       | Jonas Valančiūnas (12)      | Zion Williamson (11)     | Smoothie King Center 16 032     | 26 - 18 |
| 45    | 26 janvier | Oklahoma City  | D 83-107  | Jones, Valančiūnas (14)   | Jonas Valančiūnas (9)       | Brandon Ingram (9)       | Smoothie King Center 18 624     | 26 - 19 |
| 46    | 27 janvier | @ Milwaukee    | D 117-141 | Brandon Ingram (26)       | Jonas Valančiūnas (10)      | Jonas Valančiūnas (6)    | Fiserv Forum 17 940             | 26 - 20 |
| 47    | 29 janvier | @ Boston       | D 112-118 | Brandon Ingram (28)       | Ingram, Valančiūnas (7)     | Brandon Ingram (6)       | TD Garden 19 156                | 26 - 21 |
| 48    | 31 janvier | @ Houston      | V 110-99  | Jonas Valančiūnas (25)    | Jonas Valančiūnas (14)      | Brandon Ingram (4)       | Toyota Center 18 055            | 27 - 21 |

| Match                  | Date match | Équipe          | Score     | Meilleur marqueur    | Meilleur rebondeur     | Meilleur passeur       | Lieux Spectateurs            | Série   |
| ---------------------- | ---------- | --------------- | --------- | -------------------- | ---------------------- | ---------------------- | ---------------------------- | ------- |
| 49                     | 2 février  | @ San Antonio   | V 114-113 | Zion Williamson (33) | Jonas Valančiūnas (9)  | Brandon Ingram (6)     | Frost Bank Center 17 207     | 28 - 21 |
| 50                     | 5 février  | Toronto         | V 138-100 | Brandon Ingram (41)  | Jonas Valančiūnas (12) | Brandon Ingram (9)     | Smoothie King Center 17 429  | 29 - 21 |
| 51                     | 7 février  | @ L.A. Clippers | V 117-106 | C. J. McCollum (25)  | Brandon Ingram (8)     | Zion Williamson (10)   | Crypto.com Arena 19 370      | 30 - 21 |
| 52                     | 9 février  | @ L.A. Lakers   | D 122-139 | Zion Williamson (30) | Jonas Valančiūnas (10) | Brandon Ingram (7)     | Crypto.com Arena 18 997      | 30 - 22 |
| 53                     | 10 février | @ Portland      | V 93-84   | Trey Murphy III (24) | Jonas Valančiūnas (9)  | Brandon Ingram (9)     | Moda Center 18 226           | 31 - 22 |
| 54                     | 12 février | @ Memphis       | V 96-87   | Herbert Jones (17)   | Jones, Nance Jr. (9)   | Brandon Ingram (6)     | FedExForum 15 823            | 32 - 22 |
| 55                     | 14 février | Washington      | V 133-126 | Zion Williamson (36) | Trois joueurs (6)      | Ingram, Williamson (8) | Smoothie King Center 18 316  | 33 - 22 |
| NBA All-Star Game 2024 |            |                 |           |                      |                        |                        |                              |         |
| 56                     | 22 février | Houston         | V 127-105 | C. J. McCollum (28)  | Jonas Valančiūnas (14) | Zion Williamson (9)    | Smoothie King Center 17 421  | 34 - 22 |
| 57                     | 23 février | Miami           | D 95-106  | Zion Williamson (23) | Jonas Valančiūnas (10) | Zion Williamson (7)    | Smoothie King Center 18 658  | 34 - 23 |
| 58                     | 25 février | Chicago         | D 106-114 | Brandon Ingram (22)  | Jonas Valančiūnas (17) | Zion Williamson (11)   | Smoothie King Center 18 684  | 34 - 24 |
| 59                     | 27 février | @ New York      | V 115-92  | Trey Murphy III (26) | Jonas Valančiūnas (9)  | Brandon Ingram (5)     | Madison Square Garden 19 812 | 35 - 24 |
| 60                     | 28 février | @ Indiana       | D 114-123 | Brandon Ingram (30)  | Naji Marshall (8)      | Trey Murphy III (7)    | Gainbridge Fieldhouse 16 010 | 35 - 25 |

| Match | Date match | Équipe         | Score     | Meilleur marqueur    | Meilleur rebondeur         | Meilleur passeur     | Lieux Spectateurs           | Série   |
| ----- | ---------- | -------------- | --------- | -------------------- | -------------------------- | -------------------- | --------------------------- | ------- |
| 61    | 1er mars   | Indiana        | V 129-102 | Brandon Ingram (34)  | Jonas Valančiūnas (9)      | Zion Williamson (7)  | Smoothie King Center 17 898 | 36 - 25 |
| 62    | 5 mars     | @ Toronto      | V 139-98  | Trey Murphy III (34) | Jonas Valančiūnas (10)     | Zion Williamson (9)  | Scotiabank Arena 18 864     | 37 - 25 |
| 63    | 8 mars     | @ Philadelphie | V 103-95  | Zion Williamson (23) | Zion Williamson (12)       | Brandon Ingram (5)   | Wells Fargo Center 19 777   | 38 - 25 |
| 64    | 10 mars    | @ Atlanta      | V 116-103 | Trey Murphy III (28) | Jonas Valančiūnas (9)      | Brandon Ingram (10)  | State Farm Arena 17 695     | 39 - 25 |
| 65    | 13 mars    | Cleveland      | D 95-116  | Zion Williamson (33) | Zion Williamson (9)        | Brandon Ingram (5)   | Smoothie King Center 17 727 | 39 - 26 |
| 66    | 15 mars    | L.A. Clippers  | V 112-104 | Zion Williamson (34) | Zion Williamson (7)        | Brandon Ingram (7)   | Smoothie King Center 18 865 | 40 - 26 |
| 67    | 16 mars    | Portland       | V 126-107 | C. J. McCollum (30)  | Zion Williamson (10)       | C. J. McCollum (8)   | Smoothie King Center 17 725 | 41 - 26 |
| 68    | 19 mars    | @ Brooklyn     | V 104-91  | Zion Williamson (28) | Larry Nance Jr. (10)       | Brandon Ingram (6)   | Barclays Center 17 732      | 42 - 26 |
| 69    | 21 mars    | @ Orlando      | D 106-121 | Trey Murphy III (21) | Zion Williamson (7)        | Herbert Jones (5)    | Kia Center 17 094           | 42 - 27 |
| 70    | 22 mars    | @ Miami        | V 111-88  | C. J. McCollum (30)  | Jonas Valančiūnas (10)     | C. J. McCollum (7)   | Kaseya Center 19 727        | 43 - 27 |
| 71    | 24 mars    | @ Détroit      | V 114-101 | Zion Williamson (36) | Marshall, Murphy III (8)   | C. J. McCollum (7)   | Little Caesars Arena 19 922 | 44 - 27 |
| 72    | 26 mars    | Oklahoma City  | D 112-119 | Zion Williamson (29) | Trois joueurs (6)          | Zion Williamson (10) | Smoothie King Center 17 436 | 44 - 28 |
| 73    | 28 mars    | Milwaukee      | V 107-100 | Zion Williamson (28) | Trey Murphy III (11)       | C. J. McCollum (7)   | Smoothie King Center 17 484 | 45 - 28 |
| 74    | 30 mars    | Boston         | D 92-104  | Zion Williamson (25) | Murphy III, Williamson (9) | C. J. McCollum (5)   | Smoothie King Center 17 932 | 45 - 29 |

| Match | Date match | Équipe         | Score     | Meilleur marqueur         | Meilleur rebondeur         | Meilleur passeur          | Lieux Spectateurs           | Série   |
| ----- | ---------- | -------------- | --------- | ------------------------- | -------------------------- | ------------------------- | --------------------------- | ------- |
| 75    | 1er avril  | Phoenix        | D 111-124 | Zion Williamson (30)      | Trois joueurs (7)          | C. J. McCollum (9)        | Smoothie King Center 17 753 | 45 - 30 |
| 76    | 3 avril    | Orlando        | D 108-117 | C. J. McCollum (36)       | C. J. McCollum (10)        | Zion Williamson (5)       | Smoothie King Center 16 427 | 45 - 31 |
| 77    | 5 avril    | San Antonio    | D 109-111 | C. J. McCollum (31)       | Trey Murphy III (8)        | Jonas Valančiūnas (7)     | Smoothie King Center 17 422 | 45 - 32 |
| 78    | 7 avril    | @ Phoenix      | V 113-105 | Zion Williamson (29)      | Zion Williamson (10)       | Nance Jr., Williamson (7) | Footprint Center 17 071     | 46 - 32 |
| 79    | 9 avril    | @ Portland     | V 110-100 | Trey Murphy III (31)      | Murphy III, Williamson (8) | Daniels, Valančiūnas (7)  | Moda Center 18 341          | 47 - 32 |
| 80    | 11 avril   | @ Sacramento   | V 135-123 | McCollum, Williamson (31) | Jonas Valančiūnas (10)     | C. J. McCollum (7)        | Golden 1 Center 17 832      | 48 - 32 |
| 81    | 12 avril   | @ Golden State | V 114-109 | C. J. McCollum (28)       | Daniels, Murphy III (8)    | Dyson Daniels (7)         | Chase Center 18 064         | 49 - 32 |
| 82    | 14 avril   | L.A. Lakers    | D 108-124 | C. J. McCollum (25)       | Zion Williamson (8)        | Zion Williamson (8)       | Smoothie King Center 18 633 | 49 - 34 |

### Play-in tournament
| Play-in Total: 1-1 (Domicile : 1-1; Extérieur : 0-0) |

| Match | Date match | Équipe      | Score     | Meilleur marqueur    | Meilleur rebondeur   | Meilleur passeur   | Lieux Spectateurs           | Série |
| ----- | ---------- | ----------- | --------- | -------------------- | -------------------- | ------------------ | --------------------------- | ----- |
| 1     | 16 avril   | L.A. Lakers | D 106-110 | Zion Williamson (40) | Larry Nance Jr. (12) | C. J. McCollum (6) | Smoothie King Center 18 591 | 0 - 1 |

| Match | Date match | Équipe     | Score    | Meilleur marqueur   | Meilleur rebondeur     | Meilleur passeur       | Lieux Spectateurs           | Série |
| ----- | ---------- | ---------- | -------- | ------------------- | ---------------------- | ---------------------- | --------------------------- | ----- |
| 2     | 19 avril   | Sacramento | V 105-98 | Brandon Ingram (24) | Jonas Valanciunas (12) | Ingram, Murphy III (6) | Smoothie King Center 18 656 | 1 - 1 |

### Playoffs
| Playoffs Total: 0-4 (Domicile : 0-2; Extérieur : 0-2) |

| Match | Date match | Équipe          | Score    | Meilleur marqueur      | Meilleur rebondeur     | Meilleur passeur   | Lieux Spectateurs           | Série |
| ----- | ---------- | --------------- | -------- | ---------------------- | ---------------------- | ------------------ | --------------------------- | ----- |
| 1     | 21 avril   | @ Oklahoma City | D 92-94  | Trey Murphy III (21)   | Jonas Valanciunas (20) | C. J. McCollum (6) | Paycom Center 18 203        | 0 - 1 |
| 2     | 24 avril   | @ Oklahoma City | D 92-124 | Jonas Valanciunas (19) | Jonas Valanciunas (7)  | C. J. McCollum (4) | Paycom Center 18 203        | 0 - 2 |
| 3     | 27 avril   | Oklahoma City   | D 85-106 | Brandon Ingram (19)    | Larry Nance Jr. (13)   | C. J. McCollum (7) | Smoothie King Center 18 659 | 0 - 3 |
| 4     | 29 avril   | Oklahoma City   | D 89-97  | C. J. McCollum (20)    | Jonas Valanciunas (13) | Brandon Ingram (6) | Smoothie King Center 18 487 | 0 - 4 |

### Confrontations en saison régulière
| Conférence Est      | Conférence Est                              | Conférence Est                              | Conférence Ouest                            | Conférence Ouest                            | Conférence Ouest                            | Conférence Ouest                            | Conférence Ouest                            | Conférence Ouest                            |
| Division Atlantique | Division Atlantique                         | Division Atlantique                         | Division Nord-Ouest                         | Division Nord-Ouest                         | Division Nord-Ouest                         | Division Nord-Ouest                         | Division Nord-Ouest                         | Division Nord-Ouest                         |
| Équipe              | Domicile                                    | Extérieur                                   | Équipe                                      | Domicile                                    | Domicile                                    | Extérieur                                   | Extérieur                                   | Extérieur                                   |
| ------------------- | ------------------------------------------- | ------------------------------------------- | ------------------------------------------- | ------------------------------------------- | ------------------------------------------- | ------------------------------------------- | ------------------------------------------- | ------------------------------------------- |
| Boston              | 92-104                                      | 112-118                                     | Denver                                      | 115-110                                     |                                             | 116-134                                     | 113-125                                     |                                             |
| Brooklyn            | 112-85                                      | 104-91                                      | Minnesota                                   | 120-121                                     | 121-107                                     | 101-122                                     | 117-106                                     |                                             |
| New York            | 96-87                                       | 115-92                                      | Oklahoma City                               | 83-107                                      | 112-119                                     |                                             | 110-106                                     |                                             |
| Philadelphie        | 124-114                                     | 103-95                                      | Portland                                    | 126-107                                     |                                             | 93-84                                       | 110-100                                     |                                             |
| Toronto             | 138-100                                     | 139-98                                      | Utah                                        | 112-105                                     | 153-124                                     | 100-105                                     | 112-114                                     |                                             |
| Division            | 8-2 (Domicile : 4-1; Extérieur : 4-1)       | 8-2 (Domicile : 4-1; Extérieur : 4-1)       | Division                                    | 9-8 (Domicile : 5-3; Extérieur : 4-5)       | 9-8 (Domicile : 5-3; Extérieur : 4-5)       | 9-8 (Domicile : 5-3; Extérieur : 4-5)       | 9-8 (Domicile : 5-3; Extérieur : 4-5)       | 9-8 (Domicile : 5-3; Extérieur : 4-5)       |
| Division Centrale   | Division Centrale                           | Division Centrale                           | Division Pacifique                          | Division Pacifique                          | Division Pacifique                          | Division Pacifique                          | Division Pacifique                          | Division Pacifique                          |
| Équipe              | Domicile                                    | Extérieur                                   | Équipe                                      | Domicile                                    | Domicile                                    | Extérieur                                   | Extérieur                                   | Extérieur                                   |
| Chicago             | 106-114                                     | 118-124                                     | Golden State                                | 102-130                                     |                                             | 141-105                                     | 114-109                                     |                                             |
| Cleveland           | 95-116                                      | 123-104                                     | L.A. Clippers                               | 95-111                                      | 112-104                                     | 116-106                                     | 117-106                                     |                                             |
| Detroit             | 125-116                                     | 114-101                                     | L.A. Lakers                                 | 129-109                                     | 108-124                                     | 89-133                                      | 122-139                                     |                                             |
| Indiana             | 129-102                                     | 114-123                                     | Phoenix                                     | 109-123                                     | 111-124                                     | 113-105                                     |                                             |                                             |
| Milwaukee           | 107-100                                     | 117-141                                     | Sacramento                                  | 129-93                                      | 117-112                                     | 127-117                                     | 133-100                                     | 135-123                                     |
| Division            | 5-5 (Domicile : 3-2; Extérieur : 2-3)       | 5-5 (Domicile : 3-2; Extérieur : 2-3)       | Division                                    | 12-7 (Domicile : 4-5; Extérieur : 8-2)      | 12-7 (Domicile : 4-5; Extérieur : 8-2)      | 12-7 (Domicile : 4-5; Extérieur : 8-2)      | 12-7 (Domicile : 4-5; Extérieur : 8-2)      | 12-7 (Domicile : 4-5; Extérieur : 8-2)      |
| Division Sud-Est    | Division Sud-Est                            | Division Sud-Est                            | Division Sud-Ouest                          | Division Sud-Ouest                          | Division Sud-Ouest                          | Division Sud-Ouest                          | Division Sud-Ouest                          | Division Sud-Ouest                          |
| Équipe              | Domicile                                    | Extérieur                                   | Équipe                                      | Domicile                                    | Domicile                                    | Extérieur                                   | Extérieur                                   | Extérieur                                   |
| Atlanta             | 105-123                                     | 116-103                                     | Dallas                                      | 124-136                                     | 131-110                                     | 118-108                                     | 120-125                                     |                                             |
| Charlotte           | 132-112                                     | 112-107                                     | Houston                                     | 104-106                                     | 127-105                                     | 101-104                                     | 110-99                                      |                                             |
| Miami               | 95-106                                      | 111-88                                      | Memphis                                     | 113-115                                     | 115-116 (OT)                                | 111-104                                     | 96-87                                       |                                             |
| Orlando             | 108-117                                     | 106-121                                     |                                             |                                             |                                             |                                             |                                             |                                             |
| Washington          | 133-126                                     | 142-122                                     | San Antonio                                 | 121-106                                     | 109-111                                     | 146-110                                     | 14-113                                      |                                             |
| Division            | 6-4 (Domicile : 2-3; Extérieur : 4-1)       | 6-4 (Domicile : 2-3; Extérieur : 4-1)       | Division                                    | 9-7 (Domicile : 3-5; Extérieur : 6-2)       | 9-7 (Domicile : 3-5; Extérieur : 6-2)       | 9-7 (Domicile : 3-5; Extérieur : 6-2)       | 9-7 (Domicile : 3-5; Extérieur : 6-2)       | 9-7 (Domicile : 3-5; Extérieur : 6-2)       |
| Conférence          | 19-11 (Domicile : 9-6; Extérieur : 10-6)    | 19-11 (Domicile : 9-6; Extérieur : 10-6)    | Conférence                                  | 30-22 (Domicile : 12-13; Extérieur : 18-9)  | 30-22 (Domicile : 12-13; Extérieur : 18-9)  | 30-22 (Domicile : 12-13; Extérieur : 18-9)  | 30-22 (Domicile : 12-13; Extérieur : 18-9)  | 30-22 (Domicile : 12-13; Extérieur : 18-9)  |
| Total               | 49-33 (Domicile : 21-19; Extérieur : 28-14) | 49-33 (Domicile : 21-19; Extérieur : 28-14) | 49-33 (Domicile : 21-19; Extérieur : 28-14) | 49-33 (Domicile : 21-19; Extérieur : 28-14) | 49-33 (Domicile : 21-19; Extérieur : 28-14) | 49-33 (Domicile : 21-19; Extérieur : 28-14) | 49-33 (Domicile : 21-19; Extérieur : 28-14) | 49-33 (Domicile : 21-19; Extérieur : 28-14) |

## Classements

### Saison régulière
| Conférence Ouest | Conférence Ouest                    | Conférence Ouest | Conférence Ouest | Conférence Ouest | Conférence Ouest | Conférence Ouest | Conférence Ouest |
| No               | Franchise                           | Vic.             | Def.             | MJ               | V/D              | GB               |                  |
| ---------------- | ----------------------------------- | ---------------- | ---------------- | ---------------- | ---------------- | ---------------- | ---------------- |
| 1                | c - Thunder d'Oklahoma City         | 57               | 25               | 82               | .695             | -                |                  |
| 2                | x - Nuggets de Denver               | 57               | 25               | 82               | .695             | -                |                  |
| 3                | x - Timberwolves du Minnesota       | 56               | 26               | 82               | .683             | 1                |                  |
| 4                | y - Clippers de Los Angeles         | 51               | 31               | 82               | .622             | 6                |                  |
| 5                | y - Mavericks de Dallas             | 50               | 32               | 82               | .610             | 7                |                  |
| 6                | x - Suns de Phoenix                 | 49               | 33               | 82               | .598             | 8                |                  |
|                  |                                     |                  |                  |                  |                  |                  |                  |
| 7                | x - Pelicans de La Nouvelle-Orléans | 49               | 33               | 82               | .598             | 8                |                  |
| 8                | x - Lakers de Los Angeles           | 47               | 35               | 82               | .573             | 10               |                  |
| 9                | pi - Kings de Sacramento            | 46               | 36               | 82               | .561             | 11               |                  |
| 10               | pi - Warriors de Golden State       | 46               | 36               | 82               | .561             | 11               |                  |
|                  |                                     |                  |                  |                  |                  |                  |                  |
| 11               | o - Rockets de Houston              | 41               | 41               | 82               | .500             | 16               |                  |
| 12               | o - Jazz de l'Utah                  | 31               | 51               | 82               | .378             | 26               |                  |
| 13               | o - Grizzlies de Memphis            | 27               | 55               | 82               | .329             | 30               |                  |
| 14               | o - Spurs de San Antonio            | 22               | 60               | 82               | .268             | 35               |                  |
| 15               | o - Trail Blazers de Portland       | 21               | 61               | 82               | .256             | 36               |                  |

| Division Sud-Ouest           | V  | D  | MJ | V/D  | GB | Dom   | Ext   | Div  |
| ---------------------------- | -- | -- | -- | ---- | -- | ----- | ----- | ---- |
| y - Mavericks de Dallas      | 50 | 32 | 82 | .610 | -  | 25-16 | 25-16 | 11-5 |
| x - Pelicans de Nlle-Orléans | 49 | 33 | 82 | .598 | 1  | 21-19 | 28-14 | 9-7  |
| o - Rockets de Houston       | 41 | 41 | 82 | .500 | 9  | 27-14 | 14-27 | 9-7  |
| o - Grizzlies de Memphis     | 27 | 55 | 82 | .329 | 23 | 9-32  | 18-23 | 8-8  |
| o - Spurs de San Antonio     | 22 | 60 | 82 | .268 | 28 | 12-29 | 10-31 | 3-13 |

### NBA In-Season Tournament
| Rang | Équipe                          | Pts | J | G | P | Pp  | Pc  | Diff |
| ---- | ------------------------------- | --- | - | - | - | --- | --- | ---- |
| 1    | Pelicans de La Nouvelle-Orléans | 7   | 4 | 3 | 1 | 463 | 430 | 33   |
| 2    | Rockets de Houston              | 6   | 4 | 2 | 2 | 424 | 414 | 10   |
| 3    | Mavericks de Dallas             | 6   | 4 | 2 | 2 | 489 | 497 | -8   |
| 4    | Nuggets de Denver               | 6   | 4 | 2 | 2 | 432 | 442 | -10  |
| 5    | Clippers de Los Angeles         | 5   | 4 | 1 | 3 | 446 | 471 | -25  |

|  | Quarts de finale                   | Quarts de finale                | Quarts de finale                | Quarts de finale                |                       |                       | Demi-finales           | Demi-finales           | Demi-finales           | Demi-finales           |  |  | Finale                 | Finale                 | Finale                 | Finale                 |
|  |                                    |                                 |                                 |                                 |                       |                       |                        |                        |                        |                        |  |  |                        |                        |                        |                        |
|  | 5 décembre 2023 – Milwaukee, WI    | 5 décembre 2023 – Milwaukee, WI | 5 décembre 2023 – Milwaukee, WI | 5 décembre 2023 – Milwaukee, WI |                       |                       | 7 décembre – Las Vegas | 7 décembre – Las Vegas | 7 décembre – Las Vegas | 7 décembre – Las Vegas |  |  | 9 décembre – Las Vegas | 9 décembre – Las Vegas | 9 décembre – Las Vegas | 9 décembre – Las Vegas |
|  | 5 décembre 2023 – Milwaukee, WI    | 5 décembre 2023 – Milwaukee, WI | 5 décembre 2023 – Milwaukee, WI | 5 décembre 2023 – Milwaukee, WI |                       |                       | 7 décembre – Las Vegas | 7 décembre – Las Vegas | 7 décembre – Las Vegas | 7 décembre – Las Vegas |  |  | 9 décembre – Las Vegas | 9 décembre – Las Vegas | 9 décembre – Las Vegas | 9 décembre – Las Vegas |
|  | Bucks de Milwaukee                 | Bucks de Milwaukee              | 146                             | 146                             |                       |                       | 7 décembre – Las Vegas | 7 décembre – Las Vegas | 7 décembre – Las Vegas | 7 décembre – Las Vegas |  |  | 9 décembre – Las Vegas | 9 décembre – Las Vegas | 9 décembre – Las Vegas | 9 décembre – Las Vegas |
|  | Bucks de Milwaukee                 | Bucks de Milwaukee              | 146                             | 146                             |                       |                       | 7 décembre – Las Vegas | 7 décembre – Las Vegas | 7 décembre – Las Vegas | 7 décembre – Las Vegas |  |  | 9 décembre – Las Vegas | 9 décembre – Las Vegas | 9 décembre – Las Vegas | 9 décembre – Las Vegas |
|  | Knicks de New York                 | Knicks de New York              | 122                             | 122                             |                       |                       | 7 décembre – Las Vegas | 7 décembre – Las Vegas | 7 décembre – Las Vegas | 7 décembre – Las Vegas |  |  | 9 décembre – Las Vegas | 9 décembre – Las Vegas | 9 décembre – Las Vegas | 9 décembre – Las Vegas |
|  | Knicks de New York                 | Knicks de New York              | 122                             | 122                             | Bucks de Milwaukee    | Bucks de Milwaukee    | 119                    | 119                    |                        |                        |  |  | 9 décembre – Las Vegas | 9 décembre – Las Vegas | 9 décembre – Las Vegas | 9 décembre – Las Vegas |
|  | 4 décembre 2023 – Indianapolis, IN |                                 |                                 |                                 | Bucks de Milwaukee    | Bucks de Milwaukee    | 119                    | 119                    |                        |                        |  |  | 9 décembre – Las Vegas | 9 décembre – Las Vegas | 9 décembre – Las Vegas | 9 décembre – Las Vegas |
|  |                                    |                                 | Pacers de l'Indiana             | Pacers de l'Indiana             | 128                   | 128                   |                        |                        |                        |                        |  |  | 9 décembre – Las Vegas | 9 décembre – Las Vegas | 9 décembre – Las Vegas | 9 décembre – Las Vegas |
|  | Pacers de l'Indiana                | Pacers de l'Indiana             | Pacers de l'Indiana             | Pacers de l'Indiana             | 128                   | 128                   | 122                    | 122                    |                        |                        |  |  | 9 décembre – Las Vegas | 9 décembre – Las Vegas | 9 décembre – Las Vegas | 9 décembre – Las Vegas |
|  | Pacers de l'Indiana                | Pacers de l'Indiana             | 7 décembre – Las Vegas          |                                 |                       |                       | 122                    | 122                    |                        |                        |  |  | 9 décembre – Las Vegas | 9 décembre – Las Vegas | 9 décembre – Las Vegas | 9 décembre – Las Vegas |
|  | Celtics de Boston                  | Celtics de Boston               | 112                             | 112                             |                       |                       |                        |                        |                        |                        |  |  | 9 décembre – Las Vegas | 9 décembre – Las Vegas | 9 décembre – Las Vegas | 9 décembre – Las Vegas |
|  | Celtics de Boston                  | Celtics de Boston               | 112                             | 112                             | Pacers de l'Indiana   | Pacers de l'Indiana   | 109                    | 109                    |                        |                        |  |  |                        |                        |                        |                        |
|  | 5 décembre 2023 – Los Angeles, CA  |                                 |                                 |                                 | Pacers de l'Indiana   | Pacers de l'Indiana   | 109                    | 109                    |                        |                        |  |  |                        |                        |                        |                        |
|  |                                    |                                 | Lakers de Los Angeles           | Lakers de Los Angeles           | 123                   | 123                   |                        |                        |                        |                        |  |  |                        |                        |                        |                        |
|  | Lakers de Los Angeles              | Lakers de Los Angeles           | Lakers de Los Angeles           | Lakers de Los Angeles           | 123                   | 123                   | 106                    | 106                    |                        |                        |  |  |                        |                        |                        |                        |
|  | Lakers de Los Angeles              | Lakers de Los Angeles           |                                 |                                 |                       |                       |                        |                        |                        |                        |  |  |                        |                        |                        |                        |
|  | Suns de Phoenix                    | Suns de Phoenix                 | 103                             | 103                             |                       |                       |                        |                        |                        |                        |  |  |                        |                        |                        |                        |
|  | Suns de Phoenix                    | Suns de Phoenix                 | 103                             | 103                             | Lakers de Los Angeles | Lakers de Los Angeles | 133                    | 133                    |                        |                        |  |  |                        |                        |                        |                        |
|  | 4 décembre 2023 – Sacramento, CA   |                                 |                                 |                                 | Lakers de Los Angeles | Lakers de Los Angeles | 133                    | 133                    |                        |                        |  |  |                        |                        |                        |                        |
|  |                                    |                                 | Pelicans de La Nouvelle-Orléans | Pelicans de La Nouvelle-Orléans | 89                    | 89                    |                        |                        |                        |                        |  |  |                        |                        |                        |                        |
|  | Kings de Sacramento                | Kings de Sacramento             | Pelicans de La Nouvelle-Orléans | Pelicans de La Nouvelle-Orléans | 89                    | 89                    | 117                    | 117                    |                        |                        |  |  |                        |                        |                        |                        |
|  | Kings de Sacramento                | Kings de Sacramento             |                                 |                                 |                       |                       |                        | 117                    |                        |                        |  |  |                        |                        |                        |                        |
|  | Pelicans de La Nouvelle-Orléans    | Pelicans de La Nouvelle-Orléans | 127                             | 127                             |                       |                       |                        |                        |                        |                        |  |  |                        |                        |                        |                        |
|  | Pelicans de La Nouvelle-Orléans    | Pelicans de La Nouvelle-Orléans | 127                             | 127                             |                       |                       |                        |                        |                        |                        |  |  |                        |                        |                        |                        |
|  |                                    |                                 |                                 |                                 |                       |                       |                        |                        |                        |                        |  |  |                        |                        |                        |                        |